# Зубов Станіслав Вікторович
Станісла́в Ві́кторович Зу́бов — український військовик, солдат Збройних сил України, частина в мирний час базується у Житомирській області, 30-та механізована бригада. Учасник російсько-української війни. В часі боїв був поранений у травні 2014 року.

## Нагороди
26 липня 2014 року — за особисту мужність і героїзм, виявлені у захисті державного суверенітету та територіальної цілісності України, вірність військовій присязі під час російсько-української війни, відзначений — нагороджений орденом «За мужність» III ступеня.